# Chiesa di Santa Maria dei Martiri (Martignano)
La chiesa di Santa Maria dei Martiri è la parrocchiale di Martignano, in provincia di Lecce e arcidiocesi di Otranto; fa parte del vicariato di Calimera.
La sua edificazione risale alla prima metà del XVI secolo e originariamente si presentava a pianta rettangolare, priva di aperture laterali e munita di un solo altare, quello maggiore. Esigenze di culto determinarono, nel corso dei secoli successivi, nuove fasi costruttive che hanno portato alla configurazione planimetrica attuale.

## Architettura

### Esterno
La facciata si presenta molto semplice, sormontata da una cuspide triangolare e impreziosita da archetti pensili a forma di conchiglia, tipicamente cinquecenteschi, che definiscono il contorno della chiesa anche sui lati.
Il portale d'ingresso conserva l'aspetto originario, caratterizzato da quei motivi decorativi rinascimentali che nel Salento furono presto superati dall'esplosione del Barocco e ospita sull'architrave un'incisione in latino con la data del 1541.
Sul fianco sinistro della chiesa si trovano le due torri, dell'orologio e campanaria: la prima risale alla fine del XVIII secolo, la seconda, invece, fu realizzata da maestranze locali tra il 1681 e il 1694. 

### Interno
L'interno dell'edificio si presenta molto ricco, soprattutto se confrontato alla sobrietà esterna. Sulla porta maggiore è collocata una grande tela raffigurante San Carlo Borromeo e San Martiniano Eremita, dipinta nel 1615, riferibile al pittore neretino Donato Antonio D'Orlando.
Attraverso un'ampia arcata, si accede al "cappellone della Madonna del Rosario", dominato dall'omonimo altare, opera dello scultore ed architetto leccese Giuseppe Cino. L'altare, scolpito tra il 1704 e il 1705 nella navata, fu spostato, per motivi di spazio, nell'attuale cappellone, appositamente costruito tra il 1787 e il 1788. Il compito fu affidato allo scultore Emanuele Orfano, che intagliò anche la mensa e la ricca cornice in pietra leccese entro la quale è incastonata la tela della titolare. Quest'ultima, dipinta tra il 1788 e il 1789, è opera autografa di Oronzo Tiso.
Nel braccio sinistro del transetto si apre il "cappellone di San Nicola" in cui è collocato l'omonimo altare, costruito nel 1701. Nella nicchia centrale è posta la statua di San Nicola, antico protettore del paese, attribuita a Giuseppe Cino.
Sempre al Cino si deve la realizzazione, nel 1704, dell'altare maggiore, rimaneggiato poi, alla fine del Settecento, da Emanuele Orfano che rifece il paliotto e il tabernacolo.
Sul lato destro della navata, si trova il "cappellone del Corpo di Cristo", che ospita l'altare dell'Immacolata, realizzato tra il 1702 e il 1703 dal magliese Tommaso Giannotta, e l'altare che dà il nome alla cappella, il cui tabernacolo è opera di Giuseppe Cino e proviene dall'altare maggiore, da cui fu rimosso nel 1791.
Il "cappellone di San Pantaleone", costruito nel 1769, accoglie l'altare del santo e fu realizzato, anch'esso dal Cino, nel 1706. La tela al centro raffigura il martirio di San Pantaleone e fu dipinta nel 1815 dal pittore leccese Pasquale Grassi. 
Il pavimento musivo, opera del 1876 dei fratelli Peluso di Tricase, autori di analoghi pavimenti musivi in diverse chiese e palazzi della provincia, riproduce, nel disegno, i soffitti a cassettoni del duomo e della chiesa di San Giovanni Evangelista a Lecce e della cattedrale di Otranto.